# Anemoi

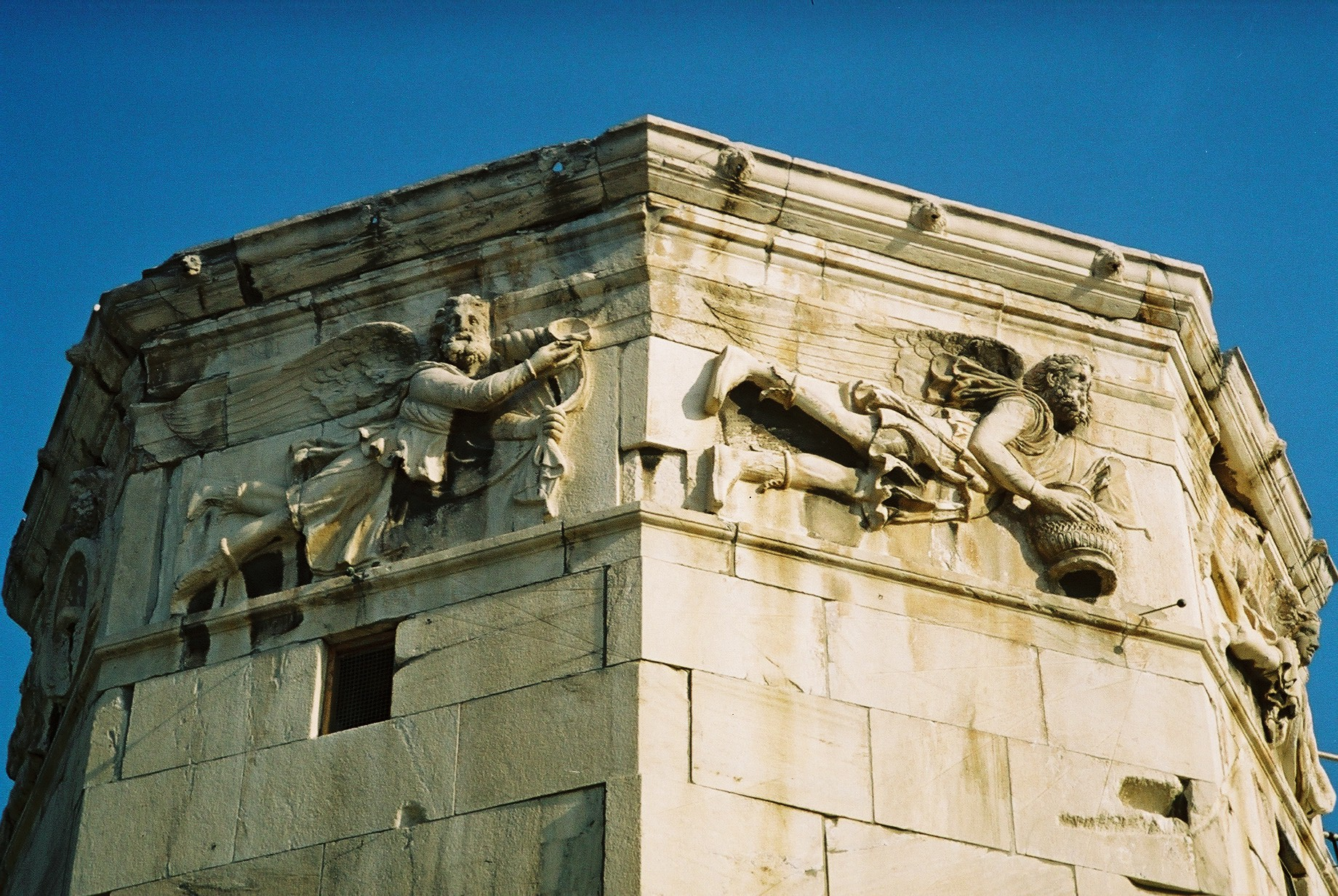
Gli Anemoi Borea e Scirone. dettaglio dalla Torre dei Venti

Gli Anemoi (in greco antico: Ἄνεμοι?, Ánemoi "Venti", al singolare Ἄνεμος) furono nella mitologia greca le personificazioni dei venti.

## Mito
Erano i figli del Titano Astreo, dio del crepuscolo, ed Eos (nella mitologia romana Aurora), la dea dell'aurora.

## Raffigurazione
Gli Anemoi vengono rappresentati come creature umanoidi alate di età differenti principalmente Borea e Zefiro, per esempio nei rilievi della Torre dei Venti ad Atene oppure nei mosaici romani nella casa delle gare di bevute ("the House of the Drinking Contest") in Seleucia Pieria.
Nella mitologia non solo apparirono come umani, ma anche come cavalli divini, che trainavano la quadriga di Zeus oppure gli stettero vicini durante la battaglia contro Tifone.
Inoltre non apparirono solo come cavalli, ma ne creavano. Secondo Claudio Eliano i domatori di cavalli credevano che le cavalle venissero ingravidate dai venti. Virgilio diceva che esse, in primavera, si opponevano ai venti, in particolare a Borea, sulle alte scogliere e improvvisamente velocissimamente, come impazziti galoppano per, infine, farsi fecondare dal vento.
Le rispettive controparti degli Anemoi furono le arpie che accoppiate con i venti generarono dei velocissimi cavalli immortali. 

## Culto
Si ha traccia di pochi culti sugli Anemoi, ma comunque furono fondamentali nella storia greca, infatti furono i venti che distrussero parte della flotta persiana e ne dispersero i resti. Erodoto racconta che gli abitanti di Delfi consultarono un oracolo, il quale disse loro di costruire nella regione di Thyia un altare per gli Anemoi. Anche gli ateniesi facevano sacrifici e pregavano in particolar modo alla Borea, con la quale si sentivano avvicinati per il loro legame con la ninfa attica Orizia.
Pausania racconta di Anemoi più antichi a Titane e Koroneia.

## I venti greci
I nomi degli Anemoi designano però anche semplicemente direzioni ben precise dei venti.
In Esiodo vengono nominati principalmente tre degli Anemoi:
- Zefiro, il vento dell'ovest, esso portò la Primavera con le prime brezze estive;
- Borea, il vento del nord, esso portò l'Inverno con l'aria fredda;
- Noto, il vento del sud, esso portò l'Estate con i temporali e le burrasche.

Per i greci ai tempi di Erodoto si avevano solo tre stagioni. A queste tre divinità dei venti sono attribuiti rispettivamente degli inni orfici.
Il quarto vento, l'Euro, colui che soffia da (Sud-)Est e corrisponde all'autunno, compare in Omero nell'Odissea.
Nelle incisioni che si hanno nella torre dei venti nel primo secolo a.C appaiono accanto a questi venti, provenienti dai vari punti cardinali, altri quattro venti secondari:
| Nome     | Direzione del vento | Rappresentazione                                                                   |
| -------- | ------------------- | ---------------------------------------------------------------------------------- |
| Borea    | Nord                | uomo con mantello e conchiglia nella quale soffia                                  |
| Kaikias  | Nord-est            | uomo, lancia oggetti rotondi da uno scudo rotondo                                  |
| Apeliote | Est                 | ragazzo che porta un mantello riempito di frutti e frumento                        |
| Euro     | Sud-est             | anziano avvolto in un mantello                                                     |
| Austro   | Sud                 | uomo che svuota una giara                                                          |
| Lips     | Sud-ovest           | giovane con un dritto di prua                                                      |
| Zefiro   | Ovest               | giovane che porta un mantello floreale                                             |
| Scirone  | Nord-ovest          | uomo barbuto che tiene in un contenitore di bronzo carbone di legna e ceneri calde |